# Formica horrida
Formica horrida är en myrart som beskrevs av Wheeler 1915. Formica horrida ingår i släktet Formica och familjen myror. Inga underarter finns listade i Catalogue of Life.